# Pere Lluís Pasqual i Gaudí
Pere Lluís Pasqual i Gaudí, conegut com a Pasqual Gaudí (Vilafranca del Penedès, 1556 - Escaladei, Priorat, 1621), fou un pintor català, de gran fama, però del que no es conserva cap obra.

## Biografia
Professà a la cartoixa d'Escaladei el 1595, que decorà com també decorà les cartoixes de Montalegre, Portaceli i Las Cuevas (Andalusia), on pintà dues sèries de les vides de la Mare de Déu i de sant Bru; aquesta fou copiada en vida de l'artista i enviada a la Grande Chartreuse. Tingué una gran anomenada al seu temps: segons Pacheco fou el millor intèrpret del tema de la Puríssima de la seva època. Hom intentà que decorés una capella de Santa Maria la Major de Roma el 1608, però Guido Reni s'hi oposà. Es pensà en ell per decorar amb pintures el Saló de Sant Jordi del Palau de la Generalitat de Barcelona, però l'obra no es va arribar a fer.
Sovint és confós amb Lluís Gaudí, autor del retaule de Sant Martí de Teià (1617), pintat per Luis Gaudin.